# Palma (Minas Gerais)
Palma is een gemeente in de Braziliaanse deelstaat Minas Gerais. De gemeente telt 6.212 inwoners (schatting 2009).

## Aangrenzende gemeenten
De gemeente grenst aan Barão de Monte Alto, Laranjal, Muriaé, Recreio, Miracema (RJ) en Santo Antônio de Pádua (RJ).